# Dansband
Dansband (lett. "gruppo di danza") o dansbandsmusik (lett. "musica da gruppo di danza") è un termine che indica un genere musicale scandinavo, ispirato allo schlager e il country nonché il gruppo musicale che lo esegue. Il relativo ballo viene eseguito in due e seguendo delle movenze correlabili al foxtrot e il jitterbug.

## Storia
Il dansband si diffuse in Scandinavia, in particolar modo in Svezia, a partire dagli anni 1970. La scena, che interessava specialmente la classe operaia, fece parlare di sé per il suo forte di senso di comunità e l'estetica inusuale (i suoi artisti erano infatti soliti indossare abiti eccentrici a mo' di uniformi, tra cui salopette e giacche dai colori vivaci e scarpe con la zeppa). Jan Gradvall sottolinea che la scena «aveva come elementi ricorrenti del suo immaginario le feste nei parcheggi, i tatuaggi, il sudore, il sesso.» Il fotografo Peter Beste, giunto in Norvegia per documentare la realtà della scena black metal, incontrò Ivar Bjørnson degli Enslaved:
 Nonostante la sua considerevole notorietà in Scandinavia, la scena dansband ha guadagnato raramente dello spazio nei media audiovisivi.

## Artisti
Tra i gruppi dansband vi sono gli Streaplers, gli Hep Stars, i Vikingarna, i Flamingokvintetten, Drifters e i Thorleifs; anche Agnetha Fältskog e Anni-Frid Lyngstad, prima di diventare celebri con gli ABBA, si erano cimentate nel genere.